# Ellen Rutten
Ellen Rutten (Nijmegen, 26 november 1975) is een Nederlands slaviste en hoogleraar literatuur aan de Universiteit van Amsterdam.
Rutten studeerde Slavische Taal- en Letterkunde aan de Rijksuniversiteit Groningen, waar ze in 2005  onder Joost van Baak cum laude promoveerde op het proefschrift Unattainable Bride Russia. Dit boek, dat handelt over de verschillende “vrouwbeelden” die bestonden en bestaan over “Moedertje Rusland”, werd  in 2010 uitgegeven door Northwestern University Press.
Rutten deed vervolgens onderzoek aan de Universiteit van Bergen en aan de Universiteit van Cambridge alvorens in 2012 benoemd te worden tot hoogleraar in Amsterdam.
Haar wetenschappelijk werk is gericht op cultuur, literatuur, kunst en nieuwe media van het post-Sovjettijdperk. 
In 2017 publiceerde Rutten bij Yale University Press het boek Sincerity after Communism. Dit is de neerslag van haar studie naar een nieuwe vorm van oprechtheid die zij aantrof in talloze uitingen van de Russische cultuur, na de val van het communisme in 1991.